# 李光准
李光准（?—?），闽国官员，闽景宗时中书侍郎兼户部尚书、同平章事。
李光准在景宗王曦在位时，官至翰林学士、吏部侍郎。永隆四年（942年）十二月，任命李光准为中书侍郎兼户部尚书、同平章事。永隆六年（944年）三月，朱文进、连重遇弑杀景宗，朱文进自立为闽王，李光准继续在朱文进属下。大殷皇帝王延政请求南唐出兵攻打福州。十二月，朱文进派同平章事李光准献国宝，归降王延政。朱文进被福州人所杀。